# Trixoscelis crassitarsa
Trixoscelis crassitarsa är en tvåvingeart som beskrevs av Soos 1977. Trixoscelis crassitarsa ingår i släktet Trixoscelis och familjen myllflugor. Inga underarter finns listade i Catalogue of Life.